# MacOS Sierra
macOS Sierra (версия 10.12) — тринадцатый основной выпуск macOS (ранее известной как OS X и Mac OS X), настольной и серверной операционной системы Apple Inc. для компьютеров Macintosh. Название «macOS» возникло из намерения объединить название операционной системы с названиями iOS, watchOS и tvOS. Sierra названа в честь горного хребта Сьерра-Невада в Калифорнии и Неваде. В частности, Lone Pine Peak — это место расположения обоев по умолчанию для macOS Sierra. Его основные новые функции касаются Continuity, iCloud и управления окнами, а также поддержки Apple Pay и Siri.

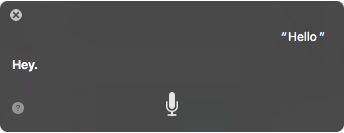
Siri в демо-версии macOS Sierra

Первая бета-версия macOS Sierra была выпущена для разработчиков вскоре после выступления на конференции WWDC 2016 13 июня 2016 года. Первый публичный бета-релиз состоялся 7 июля 2016 года. Она была выпущена для конечных пользователей 20 сентября 2016 года в качестве бесплатного обновления через Mac App Store, а 25 сентября 2017 года на смену ей пришла macOS High Sierra.

## История
macOS Sierra была анонсирована 13 июня 2016 года на WWDC 2016. Акцент обновлений в этой версии macOS сделан на функциях Continuity, iCloud и модернизации основ окружения компьютеров Mac.
На презентации WWDC 2016 глава Apple Тим Кук обрисовал основные представленные обновления: watchOS, tvOS, macOS, iOS, а затем назвал iOS 10 источником всех новшеств в других перечисленных ОС Apple.

## Название
На WWDC 2016 было объявлено, что OS X будет переименована в macOS, чтобы соответствовать общей стилистике именования других платформ Apple: tvOS, watchOS, iOS и следующая версия системы будет носить наименование macOS, а Sierra — традиционное название в честь горной системы Кордильер, находящейся в Калифорнии.

## Изменения и нововведения
- macOS можно разблокировать с помощью часов Apple Watch без ввода пароля.
- новая функция в рамках Continuity — универсальный буфер обмена, работающий между macOS и iOS.
- Apple предлагает хранить в iCloud Drive и резервные копии — старые версии файлов.
- Apple Pay появилась на macOS через Safari, подтвердить оплату можно с помощью идентификации Touch ID на смартфоне iPhone или часах Apple Watch.
- Веб-видео в macOS Sierra можно выводить в виде небольшого окошка, продолжая работу над чем-нибудь другим.
- Siri появилась в macOS Sierra — пиктограмма расположена в верхнем правом углу и в dock-панели, но большинство функций привязано к собственным приложениям, таким как: Apple Mail, iCloud Drive, Apple Music, Keynote, iMessage и другим. Прямо из окошка Siri можно осуществлять поиск по картинкам, музыке, отправлять сообщения, открывать браузер для оплаты.

## Поддерживаемые компьютеры
Для macOS Sierra требуется не менее 2 ГБ оперативной памяти и 8 ГБ дискового пространства. Система предназначена для работы на следующих устройствах:
- MacBook (конца 2009 года или новее)
- MacBook Pro (середины 2010 года или новее)
- MacBook Air (конца 2010 года или новее)
- Mac mini (середины 2010 года или новее)
- iMac (конца 2009 года или новее)
- Mac Pro (середины 2010 года или новее)[6]

Sierra прекратила поддержку различных компьютеров Mac, выпущенных с середины 2007 по середину 2009 года, став первой версией macOS после OS X Mountain Lion, выпущенной в 2012 году, в которой было сделано это. Поддержка Xserve также была прекращена в Sierra.

### Обходные пути для неподдерживаемых систем
Разработчики создали обходные пути для установки macOS Sierra на некоторые компьютеры Mac, которые больше официально не поддерживаются, при условии, что они оснащены процессором, поддерживающим SSE4.1. Для этого необходимо использовать патч для изменения установочного образа.

### Переустановка
После загрузки macOS Sierra (10.12) из Mac App Store установщик не отображается на вкладке пользователя «Купленные» в приложении Mac App Store. Пользователи по-прежнему могут повторно загрузить установщик Sierra, посетив страницу macOS Sierra в Mac App Store.

## Восприятие
macOS Sierra получила в целом положительные отзывы. Пользователи и критики высоко оценили ее функциональность, включая добавление Siri и поддержку Apple Pay в Safari. Macworld дал ей 4,5 звезды из 5. Engadget дал ей оценку 87 из 100, похвалив новые функции, такие как интеграция Siri, универсальный буфер обмена и Apple Pay, но раскритиковав ненадежность автоматической разблокировки, то, что «Siri не всегда достаточно умна», и что некоторые функции сообщений доступны только в iOS 10.  Разработчики приложений, которые полагаются на библиотеку PDFKit, встроенную в macOS, жаловались, что радикальные изменения в PDFKit, представленные в Sierra, вызывают нестабильность и потенциальное повреждение данных.

## История релизов
| Версия  | Сборка  | Дата выхода      | Версия Darwin | Примечания | Скачивание                                                    |
| ------- | ------- | ---------------- | ------------- | --- | ------------------------------------------------------------- |
| 10.12   | 16A323  | 20 сентября 2016 | 16.0.0        | style="background: var(--background-color-neutral, #eaecf0); color: var(--color-subtle, #54595d); vertical-align: middle; text-align: center; " class="table-na" \| н/д |                                                               |
| 10.12.1 | 16B2555 | 24 октября 2016  | 16.1.0        | About the macOS Sierra 10.12.1 Update | macOS Sierra 10.12.1 Update                                   |
| 10.12.1 | 16B2657 | 27 октября 2016  | 16.1.0        | About the macOS Sierra 10.12.1 Update | macOS Sierra 10.12.1 Update                                   |
| 10.12.2 | 16C67   | 13 декабря 2016  | 16.3.0        | About the macOS Sierra 10.12.2 Update | macOS Sierra 10.12.2 Update macOS Sierra 10.12.2 Combo Update |
| 10.12.2 | 16C68   | 14 декабря 2016  | 16.3.0        | About the macOS Sierra 10.12.2 Update | macOS Sierra 10.12.2 Update macOS Sierra 10.12.2 Combo Update |
| 10.12.3 | 16D32   | 23 января 2017   | 16.4.0        | About the macOS Sierra 10.12.3 Update | macOS Sierra 10.12.3 Update macOS Sierra 10.12.3 Combo Update |
| 10.12.4 | 16E195  | 27 марта 2017    | 16.5.0        | About the macOS Sierra 10.12.4 Update | macOS Sierra 10.12.4 Update macOS Sierra 10.12.4 Combo Update |
| 10.12.5 | 16F73   | 15 мая 2017      | 16.6.0        | About the macOS Sierra 10.12.5 Update | macOS Sierra 10.12.5 Update macOS Sierra 10.12.5 Combo Update |
| 10.12.5 | 16F2073 | 5 июня 2017      | 16.6.0        | About the macOS Sierra 10.12.5 Update | macOS Sierra 10.12.5 Update macOS Sierra 10.12.5 Combo Update |
| 10.12.6 | 16G29   | 19 июля 2017     | 16.7.0        | About the macOS Sierra 10.12.6 Update | macOS Sierra 10.12.6 Update macOS Sierra 10.12.6 Combo Update |
| 10.12.6 | 16G1036 | 31 октября 2017  | 16.7.0        | About the security content of Security Update 2017-001 Sierra | Security Update 2017-001 Sierra                               |
| 10.12.6 | 16G1114 | 6 декабря 2017   | 16.7.0        | About the security content of Security Update 2017-002 Sierra | Security Update 2017-002 Sierra                               |
| 10.12.6 | 16G1212 | 23 января 2018   | 16.7.0        | About the security content of Security Update 2018-001 Sierra | Security Update 2018-001 Sierra                               |
| 10.12.6 | 16G1314 | 29 марта 2018    | 16.7.0        | About the security content of Security Update 2018-002 Sierra | Security Update 2018-002 Sierra                               |
| 10.12.6 | 16G1408 | 1 июня 2018      | 16.7.0        | About the security content of Security Update 2018-003 Sierra | Security Update 2018-003 Sierra                               |
| 10.12.6 | 16G1510 | 9 июля 2018      | 16.7.0        | About the security content of Security Update 2018-004 Sierra | Security Update 2018-004 Sierra                               |
| 10.12.6 | 16G1618 | 30 октября 2018  | 16.7.0        | About the security content of Security Update 2018-005 Sierra | Security Update 2018-005 Sierra                               |
| 10.12.6 | 16G1710 | 5 декабря 2018   | 16.7.0        | About the security content of Security Update 2018-006 Sierra | Security Update 2018-006 Sierra                               |
| 10.12.6 | 16G1815 | 22 января 2019   | 16.7.0        | About the security content of Security Update 2019-001 Sierra | Security Update 2019-001 Sierra                               |
| 10.12.6 | 16G1917 | 25 марта 2019    | 16.7.0        | About the security content of Security Update 2019-002 Sierra | Security Update 2019-002 Sierra                               |
| 10.12.6 | 16G1918 | 29 марта 2019    | 16.7.0        | About the security content of Security Update 2019-002 Sierra | Security Update 2019-002 Sierra                               |
| 10.12.6 | 16G2016 | 14 мая 2019      | 16.7.0        | About the security content of Security Update 2019-003 Sierra | Security Update 2019-003 Sierra                               |
| 10.12.6 | 16G2127 | 22 июля 2019     | 16.7.0        | About the security content of Security Update 2019-004 Sierra | Security Update 2019-004 Sierra                               |
| 10.12.6 | 16G2128 | 29 июля 2019     | 16.7.0        | About the security content of Security Update 2019-004 Sierra | Security Update 2019-004 Sierra                               |
| 10.12.6 | 16G2136 | 26 сентября 2019 | 16.7.0        | About the security content of Security Update 2019-005 Sierra | Security Update 2019-005 Sierra                               |